# Henry's
Henry’s, de son vrai nom Henri Réchatin, est un funambule, acrobate et jongleur français, né le 12 mars 1931 à Saint-Étienne, et mort le 27 décembre 2013 à Saint-Étienne,.

## Biographie
Henry’s est principalement connu pour être resté 185 jours sur un câble de 120 mètres de long et à 25 mètres de hauteur installé au-dessus du supermarché Casino de Monthieu à Saint-Étienne, entre le 28 mars et le 29 septembre 1973.
Il a établi un grand nombre de records et de performances inédites tout au long de sa vie. Il fut aussi le premier à oser jongler avec trois faux. Il est aussi très connu pour son numéro réalisé avec deux chaises : assis sur une chaise en équilibre sur les deux pieds arrière, ceux-ci étant posés sur deux verres retournés placés sur une autre chaise. Il réalise cet exploit pour la première fois en 1955 à Rochetaillée, traverse le Rhône à hauteur de la Foire de Lyon à la même époque, réceptionné par le speaker de Radio-Lyon et France-Presse Jo Darlay's ; mais c’est en 1996, au bord du vide de l’Aiguille du Midi (Chamonix) qu’il fut le plus haut (3 842 m). Il exécutera ce numéro dans plusieurs lieux impressionnants dont le Grand Canyon du Colorado et les Chutes du Niagara.
En 1965, il traverse la vallée de la Loire près du barrage de Grangent sur un câble d'acier de 1 800 mètres, événement immortalisé par les caméras de l'émission Les Coulisses de l'exploit et commenté par Michel Drucker.
À Bozouls, en 1980, il traverse le canyon dans son grand diamètre sur un câble. Il recommence en 1982 entre la place de la Mairie et l'Église Sainte-Fauste. Multipliant les traversées : à pied, à moto et même en voiture sur deux roues. Il bat cette année-là le record mondial de survie sur câble en vivant 12 jours et 12 nuits au milieu du trou de Bozouls sans aucun contact avec la terre ferme. 
Il réédite son numéro d’équilibriste sur deux chaises en novembre 1980, au sommet de la Tour de la Part-Dieu. Il traverse de la même façon les chutes du Niagara.
Il traverse le stade Geoffroy-Guichard d'angle en angle en septembre 1987 lors d'un match contre Lens.
En 1995 il effectue une traversée traditionnelle du trou de Bozouls et tire un feu d’artifice spectaculaire à partir du câble.
Le 17 septembre 2006, à l’occasion des Journées européennes du patrimoine, il renouvelle son numéro d’équilibriste avec les chaises au sommet du chevalement du Puits Couriot, au Musée de la mine de Saint-Étienne (après avoir traversé en équilibre le câble du puits), annonçant alors sa retraite professionnelle à l’âge de 75 ans (précisant toutefois qu’il continuerait ses numéros chez lui, pour son plaisir et pour s’entretenir).
Le 4 septembre 2011, Henry’s a fêté ses 80 ans à Dunières, avec un spectacle exceptionnel regroupant les trois exercices qui ont particulièrement marqué sa carrière : la marche à pied sur un fil, l'équilibre sur deux chaises et les exercices à moto sur un câble.
Le 18 mai 2013, une fresque représentant l’artiste est inaugurée en sa présence sur la commune de Brette dans la Drôme.
Henry's s'est donné la mort le 26 décembre 2013. Sa femme Jany's était également funambule.